# Tractat de Washington City
El Tractat de Washington City fou signat el 26 de gener de 1825 entre els choctaws (una tribu d'amerindis dels Estats Units) i el govern dels Estats Units.

## Descripció
Apuckshunubbee, Pushmataha, i Mosholatubbee, els principals líders dels choctaws, anaren a la ciutat de Washington (nom del segle xix per a Washington, D.C.) per discutir l'assentament i buscar l'expulsió de colons o compensació financera. El grup també incloïa Talking Warrior, Red Fort, Nittahkachee, Col. Robert Cole i David Folsom, ambdós indis half-breed (mestissos), capità Daniel McCurtain, i Major John Pitchlynn, l'intèrpret estatunidenc.
La ruta proposada per Washington era recórrer la sendera Natchez a Nashville (Tennessee), després a Lexington (Kentucky), d'ara endavant a Maysville (Kentucky), a través del riu Ohio cap al nord per Chillicothe (Ohio), (antiga ciutat principal dels shawnee), i finalment cap a l'est sobre la "Carretera Nacional" per a la ciutat de Washington.

## Reunions a Washington City
.

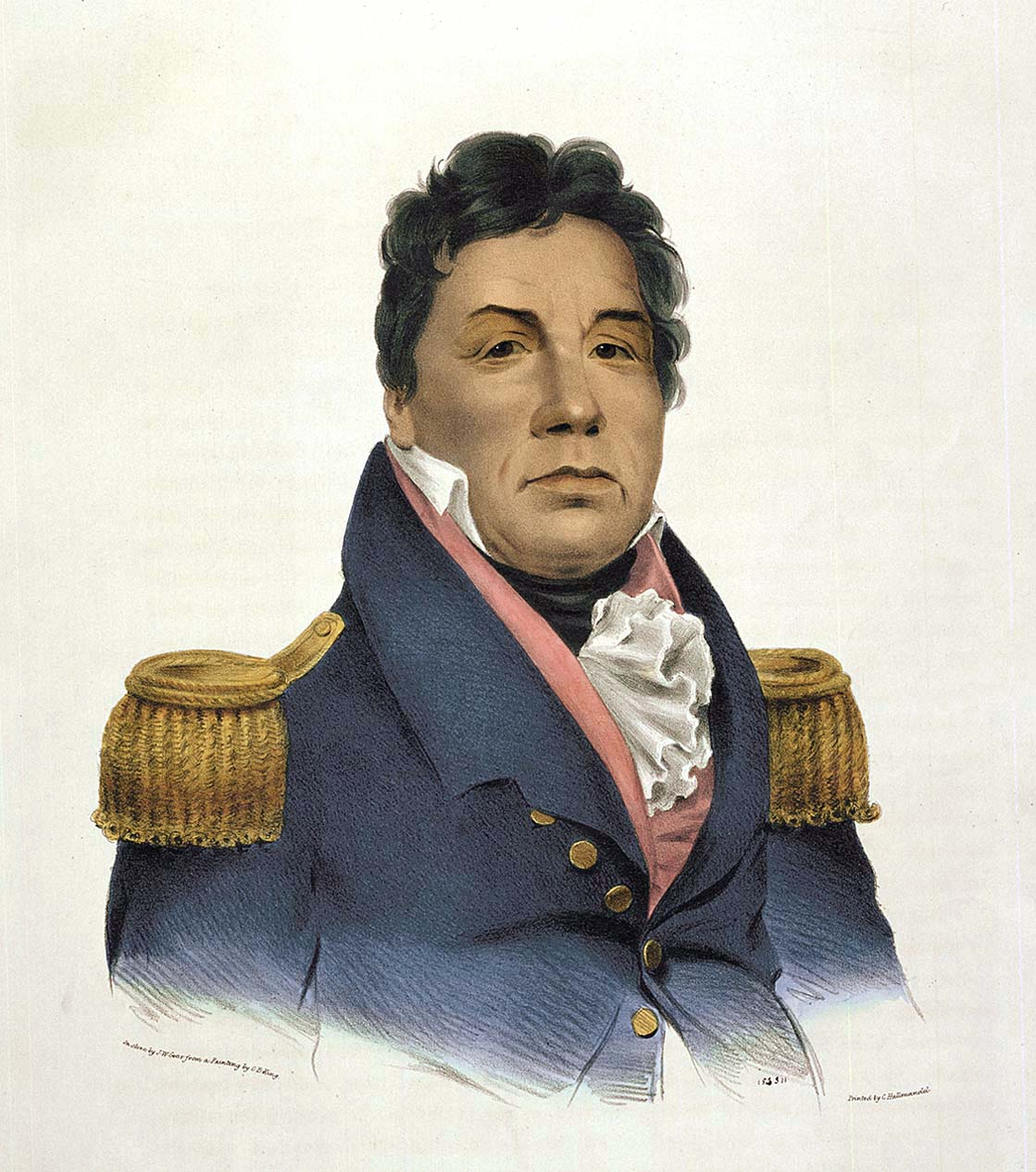
Pushmataha en un facsímil de 1824 d'una pintura de Charles Bird King publicada a History of the Indian Tribes of North America.

Pushmataha es va trobar amb el President James Monroe i donà un discurs al Secretari de Guerra John C. Calhoun, recordant-li les perllongades aliances entre els Estats Units i els choctaws. Ell va dir, "[Jo] puc dir i contar la veritat que cap choctaw mai va disparar el seu arc contra els Estats Units ... La meva nació ha donat el seu país fins que se li ha quedat molt petit. Estem en conflicte."
Mentre era a Washington, Pushmataha va posar per a un retrat de Charles Bird King amb el seu uniforme de l'exèrcit; va estar penjar al Smithsonian Institution fins a 1865.
Pushmataha també es va trobar amb el marquès de Lafayette, qui era de visita a Washington City. Pushmataha va dir, "Gairebé cinquanta neus s'han fos des que vas empunyar la seva espasa amb Washington i vas lluitar contra els enemics dels Estats Units ... Els nostres cors han anhelat veure't."

## Termes
El preàmbul comença amb,
| «                                  | Articles d'una convenció feta entre John C. Calhoun, Secretari de Guerra, estantt especialment autoritzat per a això pel president dels Estats Units, i els caps signants i Cap dels homes de la Nació d'indis Choctaw, degudament autoritzada i facultada per aquesta Nació, a la ciutat de Washington, als vint dies de gener, en l'any de nostre senyor de 1825 ... | » |
| — Tractat de Washington City, 1825 | |   |

El tractat va tenir els següents termes abreujats,
1. Terres cedides als Estats Units.

2. 6.000 $ a pagar als choctaws anualment, per sempre.

3. 6.000 $ a pagar-los anualment durant 16 anys.

4. Provisió pels choctaws que puguin desitjar romandre.

5. Obligació dels choctaws a renunciar al deute.

6. Pagament pels serveis prestats en la campanya de Pensacola.

7. Quart article del tractat abans esmentat serà modificat. El Congrés dels Estats Units no exercirà la facultat de repartir les terres ... i de portar-los sota les lleis dels Estats Units, però amb el consentiment de la Nació Choctaw.

8. Pagaments per satisfer les indemnitzacions degudes pels Estats Units.

9. Un agent i una ferreria per als choctaws a l'oest del Mississipi.

10. Robert Cole rebrà una medalla.

11. Amistat perpetua.

12. Quan entri en vigor.

## Signataris
J. C. Calhoun, Mooshulatubbee, Robert Cole, Daniel McCurtain, Talking Warrior, Red Fort, Nittuckachee, David Folsom, J. L. McDonald, Thos. L. McKenney, Hezekiah Miller, i John Pitchlynn (intèrpret dels Estats Units).

## Conseqüències

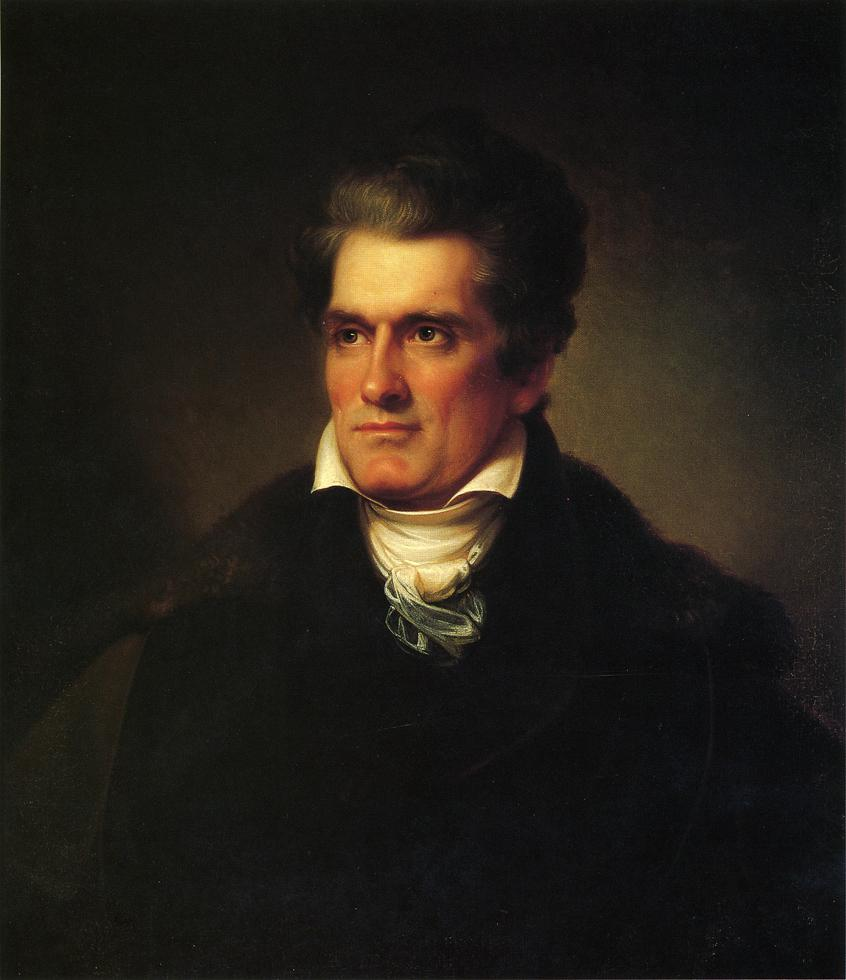
John C. Calhoun pintat en 1834 per Rembrandt Peale.

Apuckshunubbee va morir a Maysville, Kentucky; i Pushmataha va morir a Washington. Es va informar que Apuckshunubbee havia mort en trencar-se el coll al caure del balcó d'un hotel. Altres historiadors diuen que va caure d'un penya-segat.
| « | D'acord amb l'informe al Maysville Eagle, Apuckshunnubbe, el Gran Cap Medalla, després d'haver sopat dimecres passat amb el capità Langhorne, a la nit va tractar d'anar al riu, es va perdre, i es va precipitar sobre el pilar de la carretera i va rebre contusions tan greus al cap i altres lesions, com per deixar la seva recuperació sense esperança. Es va demorar fins divendres a la nit, en perfecta condició inconscient, quan la seva ànima volà a la presència del Gran Esperit. | » |

Pushmataha va morir de crup, encara que la malaltia en general només afecta a lactants i nens petits. El successor d'Apuckshunubee era Robert Cole i més tard Greenwood Leflore. El successor de Pushmataha fou Nittakechi. Les morts d'aquests dos líders paralitzaren de manera efectiva la Nació Choctaw. En sis anys, els choctaws es van veure obligats a cedir el seu últim territori restant en Mississipi als Estats Units.